# Chico Pezão
Chico Pezão é um personagem do programa de televisão Nas Garras da Patrulha, da TV Diário.

## Descrição
Chico Pezão é o principal jogador do Mulambo Futebol Clube, que joga a fictícia 5ª divisão do Campeonato Cearense, cujo estádio é o Francisco José Cunha, apelidado de Cunhão (também fictício). Ele conta suas aventuras ao repórter Caucaia, que imita os gestos de Ibernon Monteiro, da Rádio Verdes Mares.
Sua principal característica é seguir, ao pé da letra, as instruções do técnico Das Chagas (também inspirado em um dirigente que trabalhou no Terra e Mar, pequeno time profissional da cidade de Fortaleza).
O redator do Garras, Cícero Paulo, disse que Chico foi inspirado em Clodoaldo, ídolo do Fortaleza, que vivia seu auge na carreira em 2005, quando o personagem foi criado.
""Observando o jeito que Clodoaldo falava, sempre dizendo a mesma coisa, resolvemos imitá-lo"."
Em 2014, MC Sunda e Sygno DJ lançaram "O Caneco é Nosso", com participação de Chico Pezão.

## Bordões mais famosos
- "É com certeza, né..."
- "Tá de parabéns!"

## Campanha para jogar na Seleção Brasileira
Apesar de jogar em um clube fictício, Chico Pezão sempre é lembrado pelo Nas Garras da Patrulha para defender a Seleção Brasileira. Ele chegou ainda a concorrer à mascote de Fortaleza para a Copa de 2014, sendo derrotado.